# Décret-loi sur la précarité énergétique
Lire en ligne

(ca) DECRET LLEI 6/2013, de 23 de desembre, pel qual es modifica la Llei 22/2010, de 20 de juliol, del Codi de consum de Catalunya.

Le décret-loi sur la précarité énergétique (en catalan decret llei de pobresa energètica) est un décret-loi pris par le gouvernement de Catalogne le 23 décembre 2013, qui interdit les coupures d'électricité et de gaz aux consommateurs les plus en difficulté pendant les mois d'hiver pour lutter contre la précarité énergétique.
Le décret-loi entre en vigueur le 1er janvier 2014, et est ratifié par le Parlement de Catalogne le 22 janvier suivant. La trêve hivernale qu'il inscrit dans le Code de la consommation (ca) vise à protéger les personnes les plus pauvres qui ne parviennent plus à payer leurs factures d'énergie. Elle se révèle rapidement insuffisante, et le décret-loi est abrogé et remplacé par de nouvelles règles plus protectrices des consommateurs vulnérables en décembre 2014 et en juillet 2015. Le décret-loi est néanmoins contesté par le gouvernement espagnol et annulé par le Tribunal constitutionnel le 8 avril 2016.

## Contexte
Le problème de la précarité énergétique, c'est-à-dire la difficulté des personnes à couvrir leurs besoins de base en énergie, apparaît dans le débat public catalan et espagnol avec la crise économique de 2008. Un nombre croissant de personnes sont dans l'incapacité de payer leurs factures et voient leur fourniture d'électricité, d'eau et de gaz interrompue. Cette situation s'explique par l'augmentation simultanée de la pauvreté et des prix à la consommation de l'énergie.
Selon Idescat, en Catalogne en 2011, 193 000 ménages sont touchés par la précarité énergétique, soit environ 500 000 personnes.
En octobre 2013, le Síndic de Greuges (ca) demande dans un rapport une intervention publique pour lutter contre la précarité énergétique. Il recommande notamment d'instituer une trêve hivernale pour interdire les coupures d'eau, d'électricité et de gaz pendant les mois d'hiver.

## Adoption

### Projet de réforme du Code de la consommation
En novembre 2013, le Parlement de Catalogne adopte une motion, proposée par Iniciativa per Catalunya Verds - Esquerra Unida i Alternativa (ICV-EUiA), demandant au gouvernement de prendre des mesures pour interdire aux fournisseurs de couper l'eau, l'électricité ou le gaz sans consulter les services sociaux sur la situation de la famille concernée.
Le gouvernement étudie différents dispositifs pour identifier les personnes souffrant de la précarité énergétique et garantir le maintien de la fourniture d'énergie aux consommateurs les plus en difficulté. Le conseiller aux entreprises et à l'emploi, Felip Puig (ca) annonce un amendement en ce sens du projet de loi de modification du Code de la consommation, qui est en cours d'examen au Parlement.
En décembre 2013, les deux partis de la majorité parlementaire, Convergence et Union (CiU) et Esquerra Republicana de Catalunya (ERC), s'accordent pour introduire la trêve hivernale dans le Code de la consommation (ca). La proposition consiste à interdire les coupures d'énergie pendant l'hiver aux personnes incapables d'honorer leurs factures, après un examen de leur situation par les services sociaux. Elle doit être introduite dans la loi d'accompagnement du budget pour 2014, dont l'adoption est prévue avant la fin de l'année 2013.

### Décret-loi

Vote de ratification du décret-loi sur la précarité énergétique, 22 janvier 2014.
Pour : 67
Contre : 16
Abstention : 42

L'adoption de la loi d'accompagnement du budget pour 2014, qui devait introduire la trêve hivernale dans le Code de la consommation (ca), est retardée par le recours exercé contre le budget par le Parti populaire catalan (PPC) devant le Consell de Garanties Estatutàries (ca). Le gouvernement décide alors de modifier le Code de la consommation (ca) par un décret-loi, qui lui permet de légiférer en urgence pour que la trêve hivernale entre en vigueur dès le 1er janvier 2014.
Le décret-loi 6/2013 modifiant la loi 22/2010 sur le Code de la consommation de Catalogne est pris le 23 décembre 2013. Il modifie le Code de la consommation (ca) pour interdire les coupures d'électricité et de gaz aux personnes en situation de vulnérabilité économique pendant les mois d'hiver.
Le décret-loi est ratifié par le Parlement le 22 janvier 2014. Convergence et Union (CiU) et Esquerra Republicana de Catalunya (ERC) votent « pour », Iniciativa per Catalunya Verds - Esquerra Unida i Alternativa (ICV-EUiA) et la Candidature d'unité populaire (CUP) votent « contre », et le Parti des socialistes de Catalogne (PSC), le Parti populaire catalan (PPC) et Ciutadans (C's) s'abstiennent.

## Contenu
Le décret-loi sur la précarité énergétique est la première action engagée par la Généralité de Catalogne pour lutter contre ce phénomène. Il introduit pour la première fois la notion de précarité énergétique dans la loi catalane. La Catalogne est aussi la première communauté autonome d'Espagne à intervenir pour lutter contre la précarité énergétique. Elle s'inspire des dispositifs existants dans d'autres pays européens, notamment le Royaume-Uni et la France. Il s'agit cependant d'une mesure d'urgence, dont les effets se limitent à répondre à un besoin immédiat sans traiter l'ensemble du problème social sous-jacent.
Le décret-loi introduit une trêve hivernale des coupures d'électricité et de gaz aux personnes en situation de vulnérabilité économique. Les ménages menacés d'interruption de leur fourniture d'énergie doivent solliciter un avis des services sociaux municipaux pour que leur situation de précarité énergétique soit reconnue. Ils peuvent alors bénéficier d'une garantie du maintien de la fourniture d'énergie entre novembre et mars. Les factures impayées pendant cette période sont reportées au printemps. La mesure concerne l'électricité et le gaz, mais pas la fourniture d'eau, qui est selon le gouvernement de la compétence des municipalités.
Le décret-loi définit les « personnes en situation de vulnérabilité économique » comme celles répondant à trois critères :
- disposer de revenus inférieurs à l'indicateur de revenu suffisant (IRSC), qui s'élève à 569,12 euros mensuels et 7 967,73 euros annuels en 2013 ;
- être dans l'impossibilité de réduire davantage sa consommation d'énergie ;
- bénéficier de la tarification sociale de l'énergie.

## Application

### Mise en œuvre
Le décret-loi sur la précarité énergétique entre en vigueur le 1er janvier 2014. Il se révèle rapidement inefficace. En effet, les critères retenus pour définir les « personnes en situation de vulnérabilité économique » sont trop restrictifs, de sorte que de nombreuses personnes souffrant de précarité énergétique sont exclues du dispositif : les conditions de ressources sont basses, l'impossibilité de réduire la consommation d'énergie est difficile à évaluer en pratique, et la tarification sociale de l'énergie n'est pas toujours appliquée à ses bénéficiaires potentiels, car elle doit avoir été sollicitée au préalable par les services sociaux. De plus, la trêve hivernale se limite à reporter dans le temps la charge financière reposant sur les consommateurs, qui restent en difficulté à la fin de l'hiver.
Le nombre de bénéficiaires est estimé à 500 personnes ou 895 familles, largement inférieur aux 100 000 à 300 000 personnes souffrant de la précarité énergétique en Catalogne,. Le Síndic de Greuges (ca) critique une action insuffisante de la Généralité.
En septembre 2014, le gouvernement reconnaît que la mesure n'a pas eu l'effet attendu, et s'engage à améliorer le dispositif.

### Réforme
En mars 2014, le Parlement de Catalogne organise un débat monographique sur la pauvreté, dont la précarité énergétique est l'un des aspects. Les partis de la majorité, CiU et ERC, s'accordent pour étendre la garantie prévue par le décret-loi sur la précarité énergétique à l'ensemble de l'année, à simplifier les procédures et à élargir le nombre de bénéficiaires. Le Parti des socialistes de Catalogne (PSC) et Iniciativa per Catalunya Verds - Esquerra Unida i Alternativa (ICV-EUiA) votent contre la résolution, qu'ils estiment insuffisante.
En octobre, le Parlement adopte à l'unanimité une motion demandant au gouvernement de prendre un nouveau décret-loi sur la précarité énergétique pour protéger les consommateurs vulnérables.
Le décret-loi sur la précarité énergétique est abrogé et remplacé par la loi de modification du Code de la consommation de 2014, qui entre en vigueur le 31 mars 2015. Le nouveau dispositif, introduit au cours du débat parlementaire par un amendement d'ERC, prévoit la garantie du maintien de la fourniture d'énergie aux personnes en difficulté pendant toute l'année. Il étend les conditions de ressources pour en bénéficier à 1,5 fois l'indicateur de revenu suffisant. Enfin, il ouvre la possibilité de prise en charge des impayés par un fonds de solidarité, dont la création a été annoncée par le gouvernement. La loi est adoptée à l'unanimité par le Parlement, mais les groupes du Parti populaire catalan (PPC) et de Ciutadans (C's) s'abstiennent sur les articles concernant la précarité énergétique.
Par la suite, de nouvelles mesures de lutte contre la précarité énergétique sont introduites par la loi du 29 juillet 2015 de mesures urgentes en matière de logement et de précarité énergétique.

## Annulation par le Tribunal constitutionnel

### Recours
Le 26 septembre 2014, le gouvernement espagnol décide d'exercer un recours contre le décret-loi sur la précarité énergétique devant le Tribunal constitutionnel, au motif qu'il empiète sur les compétences de l'État en introduisant dans la législation la notion de « personnes en situation de vulnérabilité économique » et qu'il contrevient à l'unité du marché de l'énergie régi par la loi espagnole.
Le 21 octobre 2014, le Tribunal constitutionnel déclare le recours recevable et suspend le décret-loi.
La loi de modification du Code de la consommation de 2014, qui l'a remplacé, est également suspendue par le Tribunal constitutionnel en octobre 2015.

### Annulation
Le décret-loi sur la précarité énergétique est annulé le 8 avril 2016 par le Tribunal constitutionnel, qui juge qu'il empiète sur les compétences de l'État en matière de régulation du marché de l'énergie. Cette décision est sans effet pratique, car le décret-loi a déjà été abrogé et remplacé par des mesures législatives : la loi de modification du Code de la consommation de 2014, qui est également suspendue, et la loi de mesures urgentes en matière de logement et de précarité énergétique de 2015, qui est encore en vigueur. Le gouvernement annonce que l'annulation du décret-loi ne remet pas en cause l'interdiction des coupures d'énergie aux personnes vulnérables, qui est également prévue par la loi de 2015.
La décision du Tribunal constitutionnel, qui intervient dans un contexte de tensions entre le gouvernement indépendantiste catalan et l'État central, suscite cependant de vives critiques en Catalogne, de la part des associations sociales, des partis politiques de gauche et des milieux nationalistes. Elle est perçue comme une atteinte aux droits sociaux des personnes, une instrumentalisation de la justice à des fins politiques de la part du gouvernement espagnol, et une remise en cause de l'autonomie ou de la souveraineté de la Catalogne,. Pour protester contre la restriction des droits des plus pauvres, la journaliste Empar Moliner (ca) brûle un exemplaire de la Constitution espagnole sur un plateau de la télévision publique catalane TV3.
Les partis d'opposition de gauche, notamment la coalition Catalunya Sí que es Pot, critiquent également le gouvernement pour son retard à prendre les mesures d'application de la loi de mesures urgentes en matière de logement et de précarité énergétique de 2015.
Enfin, cette loi est elle-même menacée de recours par le gouvernement espagnol, ce qui remettrait en cause l'ensemble de l'action de la Généralité en matière de précarité énergétique. Elle est effectivement portée devant le Tribunal constitutionnel le 29 avril 2016, mais il s'agit d'un recours partiel qui ne porte pas sur les mesures de lutte contre la précarité énergétique.